# Club Deportivo Racing Junior
El Club Deportivo Racing Junior de Armenia, más conocido como Racing de Armenia o simplemente Racing, es un club de fútbol salvadoreño con sede en la ciudad de Armenia y que compite en la Segunda División de El Salvador. Fue fundado en 1951.

## Historia
En 1951, un grupo de ciudadanos de Armenia decidió formar un equipo que representaba la pasión de su comunidad por el fútbol. El club comenzó como San Juan, antes de ser nombrado Club Deportivo Obrero, el club pronto cambió su nombre en honor al club de fútbol argentino Racing de Avellaneda. Después de cambiar de nombre, ganaron su primer título en 1953, siendo promovidos a la Liga B (actualmente conocida como División Tercera), durante las siguientes dos décadas el club permanecería en la división, sin embargo, en 1970, el club derrotó al equipo local Club Leones para ser promovido a la Liga de Ascenso (actualmente conocida como Segunda División). El club estuvo cerca de ascender a la división de primera en 1983 y 1985, sin embargo, fueron derrotados en ambas ocasiones por Chalatenango y Dragón respectivamente. El club sería relegado a Tercera División. En 2012, Racing Jr se vengó de Chalatenango al ganar el partido de playoff.
Actualmente juega en la segunda división.

## Entrenadores
- Cristo Arnoldo Velásquez Farfán (1991)
- Cristo Arnoldo Velásquez Farfán (2005)
- Borís Romero (2012)
- Jorge Búcaro (2014)
- Elmer Guidos (2016–2017)
- Enzo Artiga (2018– junio de 2018)
- Fausto Omar el Bocho Vásquez (junio de 2018– marzo de 2019)
- Efrén Marenco (marzo de 2019– octubre de 2019)
- Wilber Aguilar (octubre de 2019-)

Enzo Artiga (2022-hasta la actualidad)